# Avenue de Rosny (Noisy-le-Sec)
L`avenue de Rosny est une voie de communication de Noisy-le-Sec.

## Situation et accès
Une partie de son tracé suit la route nationale 186.
Partant du nord, elle passe sous la ligne de Bobigny à Sucy - Bonneuil, puis au-dessus du raccordement de Noisy-le-Sec de la LGV Est européenne, croise ensuite la ligne 4 du tramway d'Île-de-France par un passage à niveau tout en passant sous l'autoroute A86, puis franchit la ligne de Paris-Est à Strasbourg-Ville qui passe en contrebas.
Elle se termine dans l'axe de l'avenue du Général-de-Gaulle à Rosny-sous-Bois.

## Historique

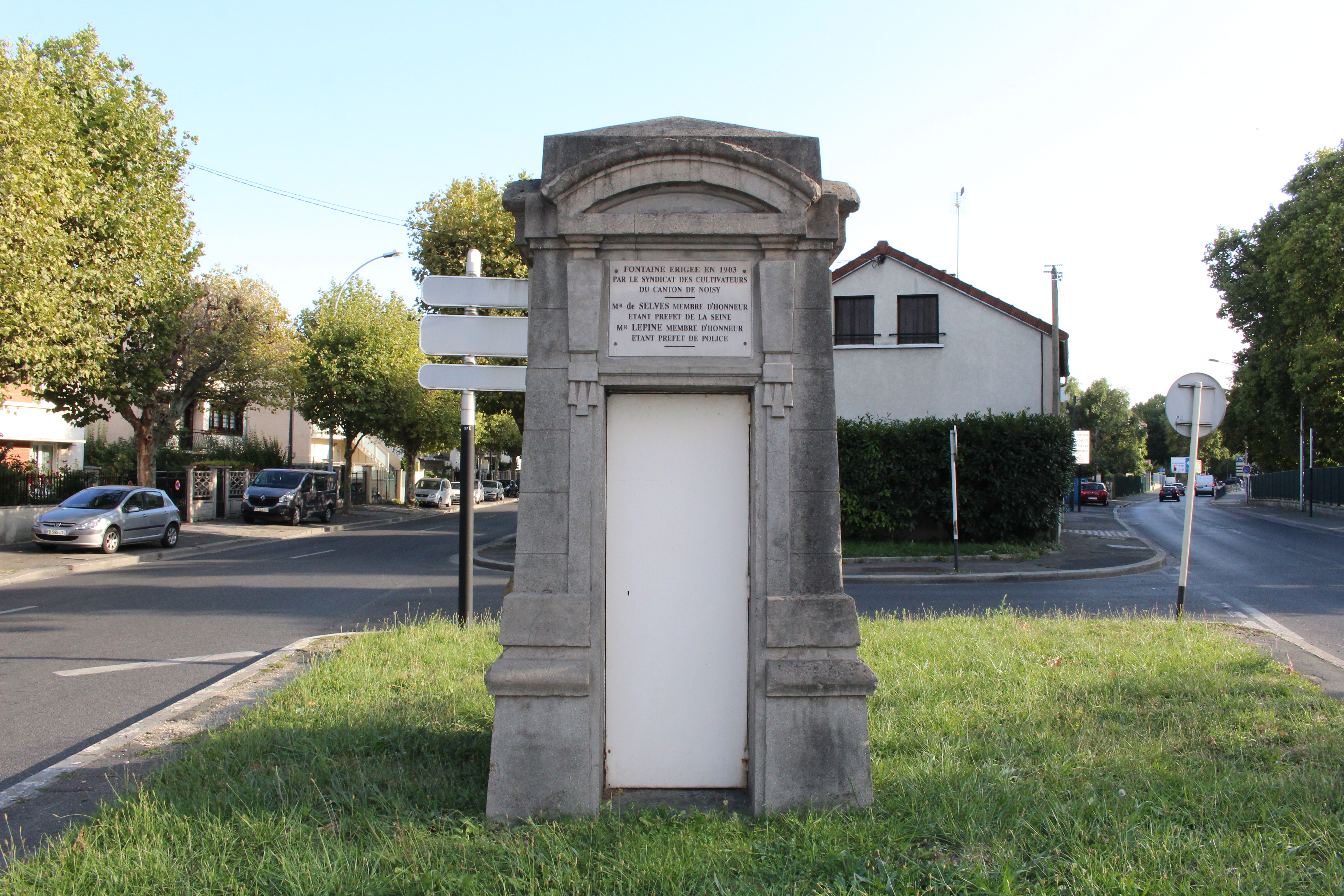
Fontaine du Syndicat des Cultivateurs, section de Noisy-le-Sec.

## Bâtiments remarquables et lieux de mémoire

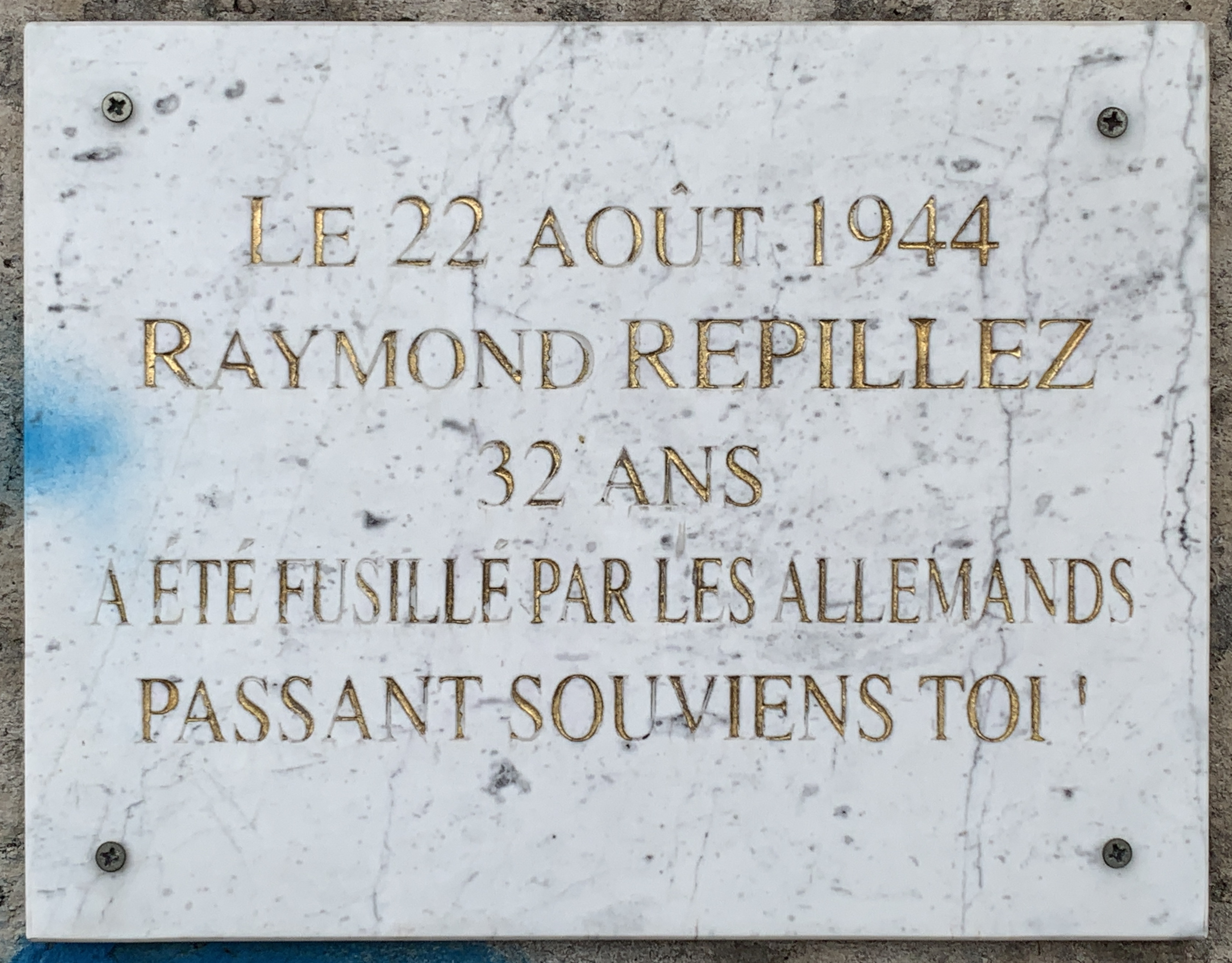
Plaque à la mémoire de Raymond Repillez.

- Plaque à la mémoire de Raymond Repillez, fusillé le 22 août 1944[3].
- Fontaine des cultivateurs, élevée en 1903[4].
- Cité expérimentale de Merlan.